# Aetheorhiza bulbosa
Aetheorhiza bulbosa — вид квіткових рослин родини айстрові (Asteraceae).

## Поширення
Північна Африка: Алжир; Єгипет; Лівія; Марокко; Туніс. Західна Азія: Кіпр; Ізраїль; Ліван; Сирія; Туреччина. Південна Європа: Албанія; Боснія і Герцеговина; Хорватія; Греція; Італія; Чорногорія; Франція; Португалія; Гібралтар; Іспанія.

## Синоніми
Crepis bulbosa (L.) Tausch
Leontodon bulbosus L.
Sonchus bulbosus (L.) N. Kilian & Greuter